# Порт Монтевидео

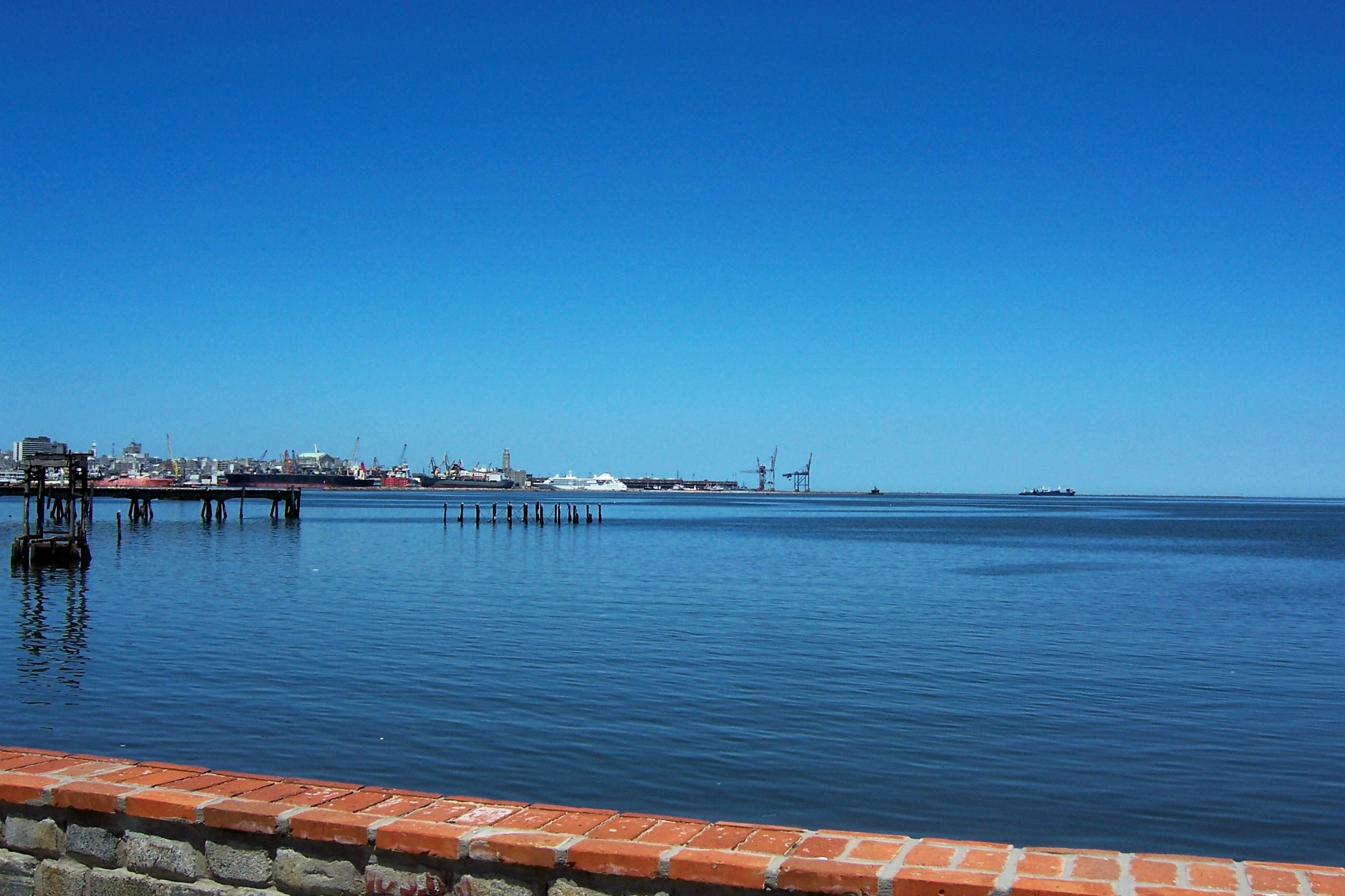
Вид на залив и порт Монтевидео.

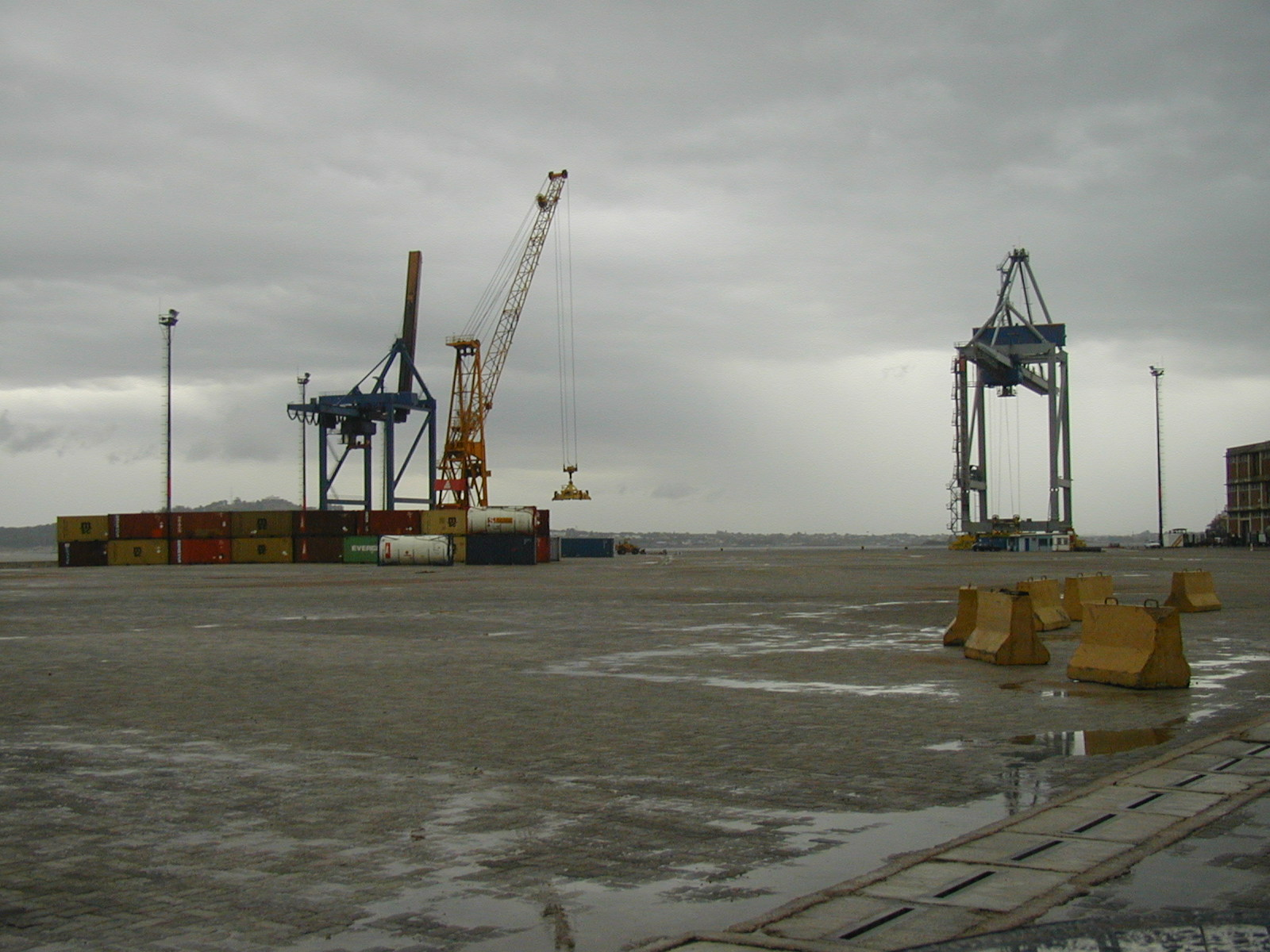
Вид на портовые погрузочные краны.

Порт Монтевидео — это основной торговый порт Уругвая. Располагается в эстуарии Ла-Плата, является важным транзитным пунктом для грузов в МЕРКОСУР.

## Историческое значение
Исторически, порт стал двигателем развития экономики Уругвая. Благодаря тому, что порт расположен в естественной акватории, он не нуждается в проведении работ по углублению дна и подходит для кораблей с большой осадкой, конкурируя в этом с портом Буэнос-Айреса. Кроме того, порт Монтевидео работает 24 часа в сутки круглый год, в связи с низкой вероятностью ветров и бурь, которые предполагают закрытие порта.

## Управление
Порт подчинён Национальному Портовому Управлению Уругвая (A.N.P.), официальныму органу, контролируещему все торговые порты страны. Начиная с 2006 года, порт имеет большой склад контейнеров для обработки грузов, проходящих через порт.
Полиция порта обладает юрисдикцией во всём порту Монтевидео. Она проводит проверки по контролю движения транспортных средств, обеспечивает безопасность всех частных и государственных портовых сооружений, борьбу с незаконным оборотом наркотиков и контрабандой, борется с преступностью на территории порта.
К порту подходит ветка железной дороги, предназначенная для транзита грузов из порта к остальной части страны.

## Свободный порт
По существующим законам в Уругвае, порту присвоен статус «свободного порта», что означает, что груз может проходить через него без каких-либо таможенных ограничений. Также отсутствуют ограничения на время хранения товаров, погрузку. Грузы получают освобождение от уплаты налога на импорт. Порт Монтевидео стремится стать портом HUB, что означает ввод в эксплуатацию большой логистической платформы для распределения товаров в регионе.
Практически 52 % контейнеров, прибывающих в порт, находятся в состоянии транзита, из этого числа 90 % — это контейнеры, которые перемещаются на территорию Аргентины, и на территории более южных соседней стране. Такие страны без выхода к морю, как Парагвай и Боливия, используют Порт Монтевидео для удовлетворения своих потребностей в морских транспортных путях и экспорта товаров.

## Туристический порт

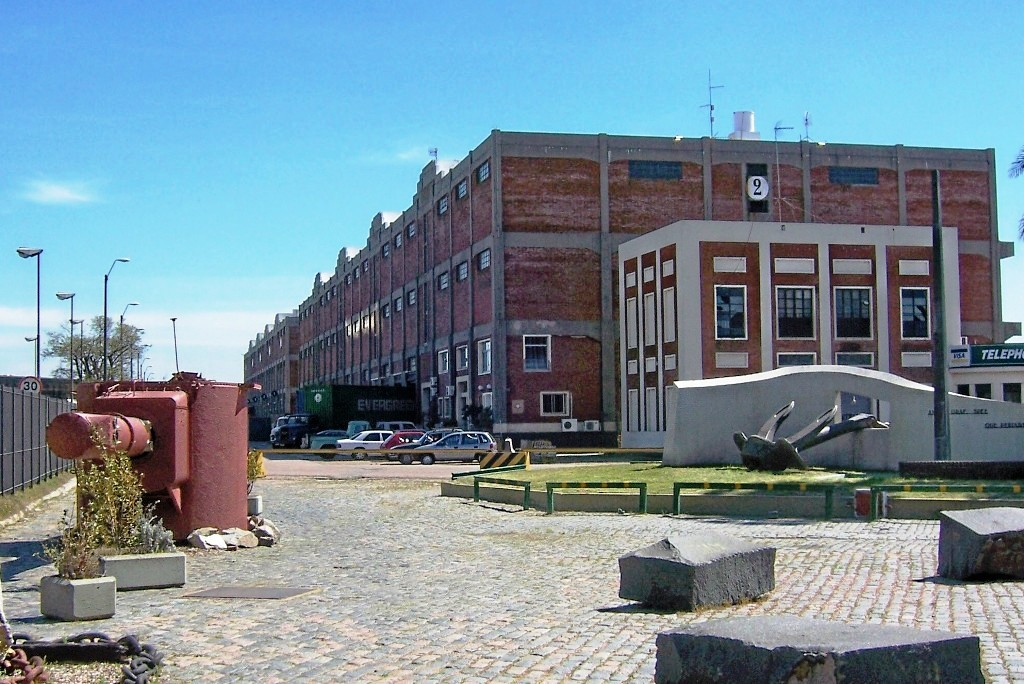
Дальномер и якорь крейсера Адмирал Граф Шпее в порту Монтевидео.

С недавнего времени компания Buquebus открыла свой собственный пассажирский терминал, чтобы направить поток туристов, которые приезжают и уезжают из Буэнос-Айреса.
В последние годы заметно прибытие круизных судов в порту Монтевидео. Выделяется прибытие лайнера Costa Victoria в летнее время, который разрешил посадку пассажиров.
Компания Royal Caribbean выразила желание построить свой собственный пассажирский терминал.

## Достопримечательности
На территории порта можно оценить дальномер и якорь от немецкого карманного линкора Адмирал граф Шпее, который затонул на рейде Монтевидео 17 декабря 1939 года.